# Schelfzee

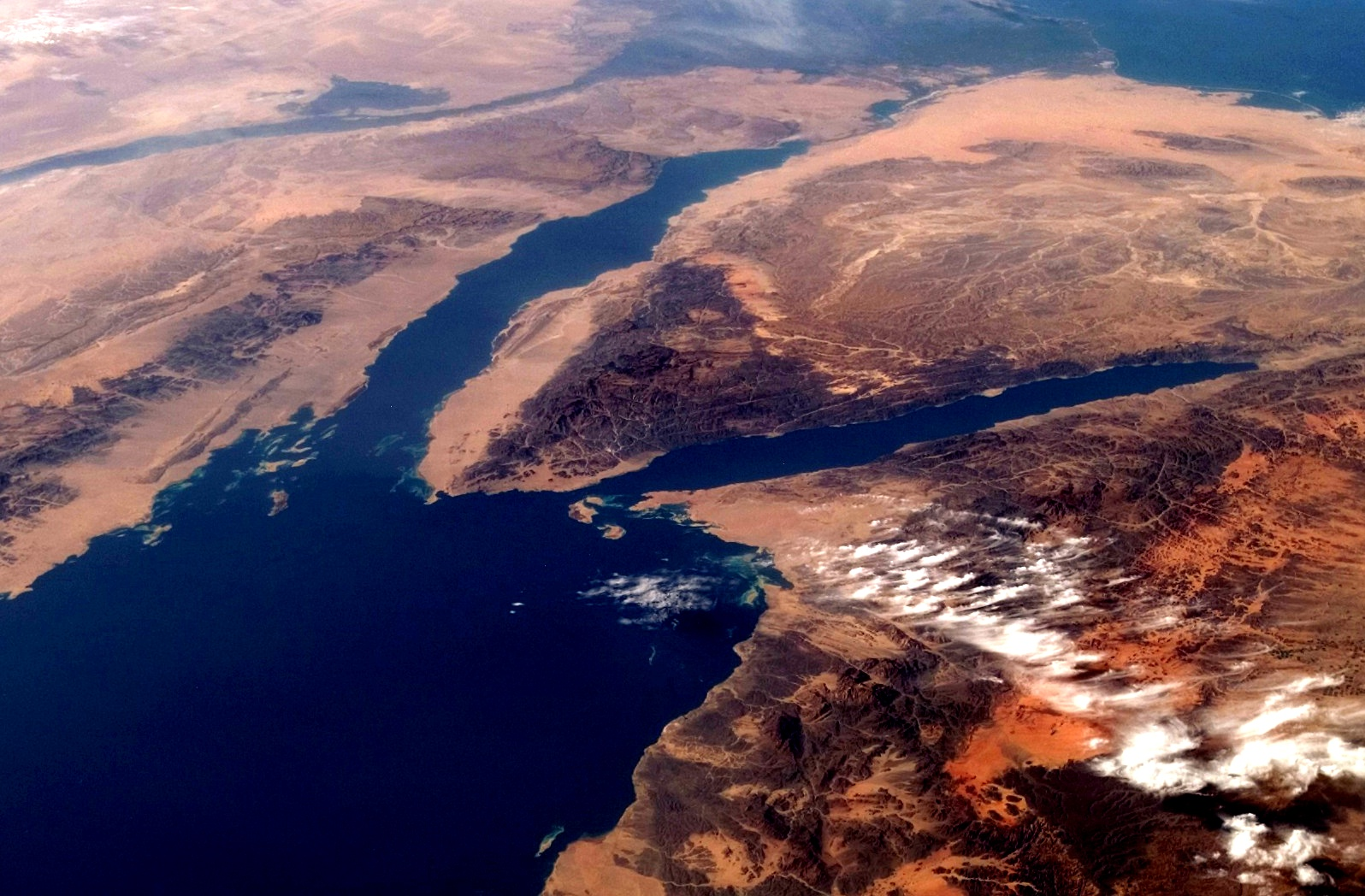
Rechts de Golf van Akaba in het oosten, en in het westen de Golf van Suez (links). Daartussen ligt het schiereiland Sinaï.

Schelfzee (van het woord schelf dat bies, riet betekent) is in sommige Bijbelvertalingen de naam voor Rode Zee. Het woord is de vertaling van het Hebreeuwse woord Yam suf (Hebreeuws: יַם-סוּף ), dat dan ook met rietzee wordt vertaald. De benaming Rode Zee was al in gebruik bij de Grieken en Romeinen en haar oorsprong is onzeker. In de Griekse vertaling van het Oude Testament, de Septuaginta, wordt rode zee (eruthra thalassa) gebruikt. De naam Rode Zee kan ontleend zijn aan de weerspiegelingen van de rondom gelegen roodgranieten rotsformatie in het water of aan het rode koraal, dat bij laag water zichtbaar werd.

## Ligging
Het is niet volkomen duidelijk welk water bedoeld wordt met de aanduiding Schelfzee. In aanmerking komen zowel de Golf van Suez als de Golf van Akaba, waartussen het schiereiland Sinaï ligt. Die keren dat in de Hebreeuwse Bijbel een geografische aanduiding terug te vinden is, blijkt het echter telkens om de golf van Akaba te gaan (Exodus 23:31, Numeri 21:4, Deuteronomium 2:1 en 1 Koningen 9:26). De reden dat men denkt aan de Golf van Suez, heeft vooral te maken met de naam Rietzee. Riet groeit alleen in zoet water en was volop te vinden in de uitloper van de Golf van Suez, de Bittermeren. In de Golf van Akaba vond men riet alleen in de noordelijke top.

## De doortocht
Het Bijbelboek Exodus verhaalt in het veertiende hoofdstuk hoe de Israëlieten na de uittocht uit Egypte bij de Schelfzee terechtkwamen. Toen de Egyptenaren hen daar achterhaalden, moest Mozes op last van God zijn staf opheffen en zijn hand over de zee uitstrekken, waarna door een sterke wind een pad in de Schelfzee vrijkwam. Over dit pad vluchtten de Israëlieten naar de overzijde. De farao volgde hen met zijn leger, maar nadat de laatste Israëliet de overzijde had bereikt, sloten de wateren zich en verdronk de farao met zijn leger. Na deze gebeurtenis vervolgden de Israëlieten hun weg naar de berg Gods, ook Sinaï of Horeb genoemd. Hier ontvingen zij de Thora, de wet.
De ligging van de Schelfzee geeft een aanwijzing voor de onbekende locatie van de berg Sinaï / Horeb. Als met de Schelfzee de Bittermeren bedoeld zou zijn, dan ligt de Sinaï / Horeb op het schiereiland Sinaï, als er de golf van Akaba mee bedoeld is, dan ligt de Sinaï / Horeb in het huidige Saoedi-Arabië.

## Alternatieve inzichten
Schrijvers als Graham Philips, in zijn boek Act of God, hebben onderzoek gedaan naar de plaats waar de Yam Suf zou hebben kunnen liggen. Zij gaan uit van de opvatting dat deze naam zou refereren aan de Rietzee (de Nijldelta in het noorden van Egypte) in plaats van de Rode Zee, een naam die pas in de Griekse Bijbelvertaling staat vermeld.
Er zijn aanwijzingen dat de uittocht in dezelfde tijd plaats heeft gevonden als de grote uitbarsting van de vulkaan op het eiland Thera (het huidige Santorini), waarvan sinds de uitbarsting nog slechts een aantal kleine eilandjes over zijn langs de krater van de vulkaan die eerst het middelpunt van het eiland vormde. Er wordt een verband verondersteld tussen de Plagen van Egypte en de heftige natuurverschijnselen tijdens en na die uitbarsting. De legers van de farao zouden in deze uitleg zijn overspoeld door een tsunami, welke het gevolg was van de uitbarsting van een vulkaan.
Een grote uitbarsting op Thera heeft plaatsgevonden in de periode 1627 - 1600 voor Christus.  Het gevolg van een dergelijke uitbarsting is een grote terugtrekking van water, gevolgd door een tsunami. Tegelijkertijd is een uitbarsting van dit formaat dusdanig, dat deze overdag als rookkolom zichtbaar zou kunnen zijn geweest vanuit het noorden van Egypte, terwijl het de nachtelijke hemel zou hebben kunnen verlicht als een vuurkolom. Voegt men hierbij het feit dat er daadwerkelijk puimsteen, een vulkanisch gesteente, is gevonden in de noordelijke Nijldelta, dan is het goed mogelijk dat beide gebeurtenissen in dezelfde tijdsperiode hebben plaatsgevonden. Een andere mogelijkheid is dat de uitbarsting een dusdanige indruk heeft gemaakt op de bevolking, dat deze als een soort echo werd vastgelegd in het verhaal over de uittocht.